# Rozmarné léto
Rozmarné léto je humoristická novela českého spisovatele Vladislava Vančury z roku 1926.

## Postavy
- Antonín Důra, majitel říčních lázní
- Roch, kanovník
- Hugo, major ve výslužbě
- Arnoštek, potulný kouzelník
- Anna, pomocnice Arnoštka
- Kateřina, manželka Antonína

## Děj
Celá novela se odehrává v Krokových Varech na řece Orši během tří dnů chladného června.
Děj začíná v Antonínových lázních, kdy během rozpravy tří přátel (Antonína, kanovníka a majora) se objeví potulný kouzelník Arnoštek, který je s předvedením několika triků pozve na večerní představení. Kateřina, Antonínova manželka, je Arnoštkem hned očarována.
Na představení tři přátelé poznají Arnoštkovu krásnou pomocnici Annu. Po představení pozve Antonín Annu na schůzku na plovárnu; jsou však přistiženi Kateřinou. Ta se na protest nastěhuje Arnoštkovi do maringotky.
Druhý den se o Annu uchází kanovník, ale v nenadálé bitce s pijáky vracejícími se z hostince málem přijde o ucho, které mu Antonín sešije.
Třetí den se Arnoštek při představení pádem z lana zraní a Anna musí dokončit představení místo něj. Toho využije major a vyláká po představení Annu ven; přistihne je však Arnoštek a majora zmlátí holí.
Ráno tři přátelé a Kateřina pozorují z plovárny odjezd maringotky s Arnoštkem a Annou zase jinam. Jejich životy se vracejí k normálu.

## Styl

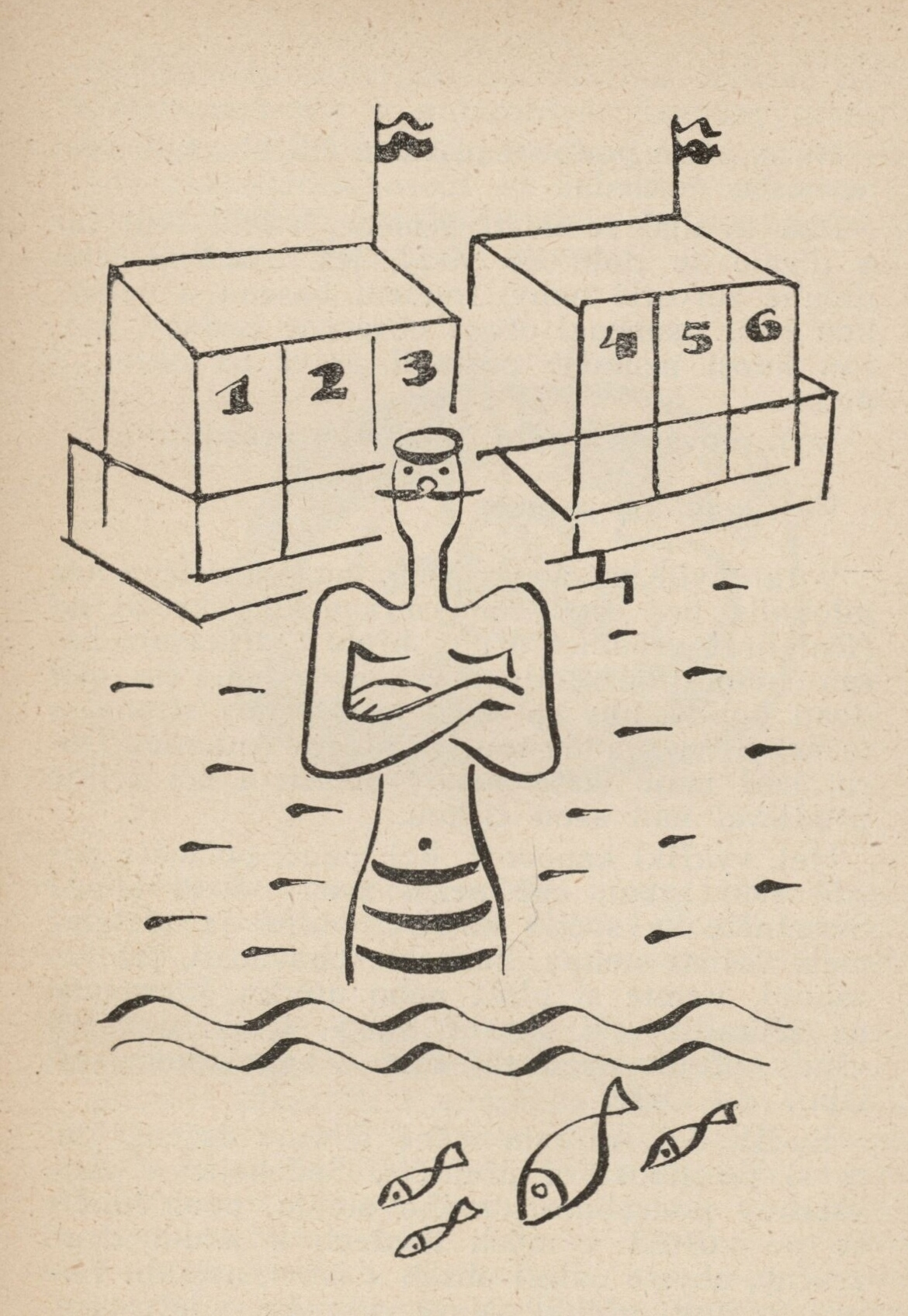
Ilustrace Josefa Čapka z prvního vydání Rozmarného léta z roku 1926

Kniha je psaná v češtině ovlivněné barokní podobou tohoto jazyka. Je zde například použito mnoho přechodníků, které se v moderní češtině skoro nevyskytují, či je použito neobvyklého slovosledu; zvláštní je též, že v této knize je velmi mnoho přímé řeči; více než polovina textu.
Kniha obsahuje i krátká vyprávění, kterými autor účelně prokládá text. V kontextu s hlavní linií je pojí naučná povaha. Objevují se tedy po určitých prohřešcích hlavních postav.
| „ | „Tento způsob léta“, děl vposled, odvraceje se od přístroje Celsiova, „zdá se mi poněkud nešťastným.“ | “ |

## Filmová adaptace
V roce 1967 natočil stejnojmenný film režisér Jiří Menzel.

## Rozhlasové adaptace
- 1962 – dramatizace a dramaturgie Karel Tachovský, hudba: Jiří Berkovec, režie: Josef Melč, účinkují: Ludmila Vendlová, Zora Jiráková, Miloslav Včala, Václav Neužil starší, Jarmila Balašová, Jaroslav Choc, Ladislav Fišer, Jiří Michný, Jana Hlaváčová, Zdeněk Jiřičný, Emanuel Ulrich, Anna Kasalová a Jiří Miegl; vyrobil Československý rozhlas Plzeň.[2]
- 1972 – dramatizace a režie: Jiří Menzel, hrají: Rudolf Hrušínský, Vlastimil Brodský, Josef Kemr, Miroslav Masopust, Bohumila Myslíková a Jana Preissová; vydal Supraphon.[3]
- 1981 – 6dílná četba na pokračování; hudba: Jan Klusák, režie: Josef Melč, účinkují: Rudolf Hrušínský st., Vlastimil Brodský, Josef Kemr, Jiří Adamíra, Dana Medřická, Jiřina Jirásková a Alena Vránová. Natočil Československý rozhlas, stanice Vltava.[4]